# Ilha da Toxa
A Ilha da Toxa (em galego:  Illa da Toxa, Illa da Toxa Grande ou Illa de Louxo; em castelhano:  Isla de La Toja, Isla de La Toja Grande, Isla de Loujo ou Isla de Los Baños de Loujo) é uma pequena ilha situada nas Rias Baixas (Ria de Arousa), pertencente ao concelho do Grove e localizada a uns 30 km de Pontevedra. 
Possui um núcleo populacional denominado oficialmente Illa da Toxa, pertencente à paróquia de São Martinho, que em 2011 registou quarenta e sete habitantes. Dispõe de uma área de 110 hectares.

## Denominação
A ilha tradicionalmente recebe as denominações nativas galegas illa de Louxo ou illa da Toxa Grande; este último topónimo é para diferenciar o nome desta ilha ao da Ilha da Toxa Pequena (illa da Toxa Pequena), que está situada a poucas centenas de metros da nascente da Toxa Grande. Só muito recentemente que começou a utilizar-se a forma A Toxa sem o modificador Grande. Contudo, illa de Louxo é a denominação que mais aparece na documentação antiga e a única usada até o momento pelos nativos do concelho do Grove.

## Etimologia
O topónimo Toxa tem sido explicado como um hidrónimo pré-romano derivado da base indo-europeia *Tŭg-, especificamente da forma *Tŭgia 'lugar lamacento', em referência à lama terapêutica das fontes termais que caracterizam a Ilha da Toxa. Tal referência esconde a etimologia Louxo, o outro nome da ilha, que desde meados do século XX deriva de Lausio, da raiz indo-europeia *leu-, *lau- 'lavar, lavar-se', referindo-se às suas antigas fontes termais.

## História
Durante séculos foi utilizada pelos habitantes do Grove como local de pastoreio do seu gado (que eram transportados em navios) e também para as suas tarefas agrícolas. Mas após o redescobrimento de lamas termais (de onde surgiu o nome A Toxa) no século XIX, a Ilha da Toxa tornou-se propriedade privada para a exploração dos seus bens termais, onde construiu-se a antiga estação balnear que trouxe consigo um aumento espetacular do turismo e o nascimento de outros donativos.

## Ermida
Na Ilha da Toxa há uma ermida consagrada a São Sebastião, cuja planta original data do século XII, sendo completamente recoberta na atualidade com conchas de vieira, onde as pessoas costumam deixar escrito o seu nome.